# 湯普森鎮區 (愛荷華州加斯里縣)
湯普森鎮區（英語：Thompson Township）是位於美國愛荷華州加斯里縣的一個行政鎮區。

## 地方資料
根據2010年美國人口普查的數據，湯普森鎮區的面積為100.14平方千米，當中陸地面積為100.14平方千米，而水域面積為0.00平方千米。當地共有人口623人，而人口密度為每平方千米6.22人。